# Морски владения на Венеция
Морските владения на Венеция (Stato da Mar – „морски владения“, или също и Domini da Mar) са съвкупността от различни по статут отвъдморски или презморски (в антипод на Терафермата) територии намиращи се под пряк или опосредствен контрол в разни форми от Венецианската република.

## Понятие
„Stato da Mar“ е едно от трите вида владения на републиката; двете други са Догадо (на венециански: Dogado – херцогството, ducato, начело с дож), тоест самата Венеция, и Тераферма (на венециански: Domini di Terraferma) – континенталните владения в Северна Италия. При това венецианските владения в Италия се смятат или непосредствено за част от територията на републиката, или са временно окупирани земи.
В научната литература, терминът Domini da Mar в тесния смисъл на думата се използва по отношение на подчинените на Венецианската република територии в Адриатика и Източното Средиземноморие – така наречените Романии, смятани за владения на Византийската империя (дори и в периода, когато в действителност Византия вече не съществува). Сред тях са част от земите на Истрия, Далмация, Негропонте, Морея, острови в Егейско море (Херцогство Наксос) Крит и (Кралство Кандия) и Кипър.
В по-широк смисъл, понятието „венециански колонии“ важи и за поселенията на венецианските търговци, които често са наричани по този начин: например в Бари, Тунис, Александрия, Брюж и Антверпен; такива населени места обаче не могат да се разглеждат като колонии в общоприетия смисъл на думата, доколкото са зависими от Венецианската република за кратък период от време или дори не се намират въобще в такива отношения.. Като цяло, властта на Републиката във венецианска Романия е представена от „управления“ – постоянни колегиални органи на изпълнителната власт, начело с байло (на венециански: Bailo, съкращение от Baiulus Venetorum in Constantinopoli et in toto imperio Romanie).